# Pheidochloa gracilis
Pheidochloa gracilis är en gräsart som beskrevs av Stanley Thatcher Blake. Pheidochloa gracilis ingår i släktet Pheidochloa och familjen gräs. Inga underarter finns listade i Catalogue of Life.